# Pardasena nigriscripta
Pardasena nigriscripta är en fjärilsart som beskrevs av George Francis Hampson 1905. Pardasena nigriscripta ingår i släktet Pardasena och familjen trågspinnare. Inga underarter finns listade i Catalogue of Life.